# لیندلی
لیندلی (انگلیسی: Lindley) شرکت صنایع غذایی پرویی است، که در سال ۱۹۱۰ تأسیس شد.